# Cerkiew św. Anny w Międzylesiu (1906–1938)
Cerkiew św. Anny – prawosławna cerkiew w Międzylesiu, istniejąca w latach 1906–1938.
Cerkiew została wzniesiona w latach 1906–1907 jako świątynia filialna względem cerkwi w Zabłociu. Była to budowla drewniana. Czynna pozostawała do I wojny światowej. Po odzyskaniu niepodległości przez Polskę wojewoda lubelski nie wyrażał zgody na ponowne użytkowanie świątyni. Wyjątkiem były nabożeństwa w święta Bożego Narodzenia i Paschy, po których budynek był ponownie zamykany, a klucze odwożone na posterunek policji. Dopiero w 1928, po generalnym remoncie obiektu, cerkiew została zarejestrowana jako etatowa placówka duszpasterska, a od 1929 – parafialna.
Świątynia została zburzona 14 lipca 1938, w czasie akcji polonizacyjno-rewindykacyjnej wpisującej się w szerszą politykę rewindykacji świątyń. Kilka dni przed zniszczeniem cerkwi parafianie, dowiedziawszy się o zburzeniu prawosławnej świątyni w Zahorowie, gromadzili się wokół obiektu, chcąc czynnie przeciwstawić się jego zniszczeniu. Jednak w dniu, gdy do Międzylesia przybyła grupa robotników, którzy pod ochroną policyjną mieli zburzyć cerkiew, mieszkańcy rozeszli się do prac polowych. Pod cerkwią zaczęli zbierać się dopiero wtedy, gdy robotnicy, pod eskortą służb porządkowych, zaczęli już rozbiórkę. Policja usunęła protestujących spod świątyni.
Część wyposażenia cerkwi została zniszczona w czasie burzenia obiektu, ocalone utensylia i ikony przeniesiono do cerkwi w Zabłociu lub do monasteru św. Onufrego w Jabłecznej.
W 1985 w Międzylesiu wyświęcono nową cerkiew, której również nadano wezwanie św. Anny.